# Echthronomas granulosa
Echthronomas granulosa là một loài tò vò trong họ Ichneumonidae.